# سیاهرگ گیجگاهی سطحی
سیاهرگ گیجگاهی سطحی (انگلیسی: Superficial temporal vein) سیاهرگی در پهلوی سر است که خون وریدی را از ناحیهٔ گیجگاه جمع‌آوری می‌کند. این سیاهرگ از شبکه‌ای پیوندی (شبکه وریدی) در پهلو و تاج سر منشأ می‌گیرد. سیاهرگ گیجگاهی سطحی درون غده بناگوشی پایان می‌یابد، جایی که با سیاهرگ فکی یکی شده و سیاهرگ پشت‌آرواره‌ای را تشکیل می‌دهد.

## ساختار
این سیاهرگ در پهلو و تاج جمجمه درون‌شبکه‌ای آغاز می‌شود که با سیاهرگ پیشانی، سیاهرگ بالاخاره‌ای، سیاهرگ متناظر در سوی دیگر، سیاهرگ گوشی پسین و سیاهرگ پس‌سری در ارتباط است.
از این شبکه، شاخه‌های پیشانی و آهیانه‌ای منشأ می‌گیرند و در بالای قوس گونه به هم می‌پیوندند و تنهٔ سیاهرگ را تشکیل می‌دهند. در این ناحیه، سیاهرگ گیجگاهی میانی که از ماهیچه گیجگاهی بیرون می‌آید نیز به آن می‌پیوندد.
در ادامه، سیاهرگ از ریشهٔ پشتی قوس گونه می‌گذرد و وارد غده بناگوشی می‌شود، جایی که با سیاهرگ فکی درونی یکی شده و سیاهرگ پشت‌آرواره‌ای را شکل می‌دهد.

### شاخه‌ها
شاخه‌های سیاهرگ گیجگاهی سطحی، خون وریدی را از ناحیهٔ گیجگاه تخلیه می‌کنند.
شاخه‌های سیاهرگ گیجگاهی سطحی شامل موارد زیر هستند:
- برخی از سیاهرگ‌های بناگوشی
- سیاهرگ‌های مفصلی مفصل گیجگاهی‌زیرواره‌ای
- سیاهرگ‌های گوشی پیشین از گوش
- سیاهرگ چهره‌ای عرضی از کنارهٔ صورت